# Бауэр, Марвин
Марвин Бауэр (англ. Marvin Bower; 1 августа 1903 года в Цинциннати, штат Огайо, США — 22 января 2003 года в Делрей-Бич, штат Флорида, США) — создатель и многолетний руководитель консалтинговой фирмы McKinsey & Company, сформировавший такое направление бизнеса, как управленческий консалтинг.

## Ранние годы
Марвин Бауэр родился 1 августа 1903 года в Цинциннати, штат Огайо, США. Родители: Карлотта и Уильям Бауэры. Вырос и окончил школу в Кливленде, Огайо. Во время учебы в школе Марвин выпускал газету Home Brew и каждое лето работал, в том числе помогал землемеру, развозил лед, был рабочим на фабрике и вожатым в лагере бойскаутов.
В 1925 году получил степень бакалавра в Университете Брауна, по совету отца продолжил изучение юриспруденции в Гарварде, который окончил в 1928 году. Учебу в Гарварде Бауэр оплатил самостоятельно: во время учебы Университете Брауна он на летних каникулах работал в юридической фирме Thompson, Hine and Flory, а заработанные деньги удачно вложил. Затем поступил и в 1930 году окончил Гарвардскую школу бизнеса. С 1930 по 1933 год работал в кливлендской компании Jones, Day, Reavis & Pogue в качестве специалиста по корпоративному праву.

## Работа в McKinsey & Company
В 1933 году Марвин Бауэр познакомился в Джеймсом МакКинзи, основателем небольшой консалтинговой фирмы, который предложил Бауэру работу в своей компании. На новом месте работы Бауэр стал партнером и начал работать в нью-йоркском офисе компании. После смерти МакКинзи в 1937 году и раздела бизнеса партнерами Марвин Бауэр стал владельцем и руководителем отделения в Нью-Йорке.
Управляющим директором Бауэр проработал с 1950 по 1967 год (за это время годовой доход фирмы вырос $2 млн до $20 млн, а число консультантов с 18 до 500); директором и партнером до 1992 года. В общей сложности Марвин Бауэр проработал в сфере управленческого консалтинга 59 лет.

### Принципы лидерства Марвина Бауэра
- В первую очередь заботиться об интересах клиента и о работе.
- Быть последовательным и открытым для новых идей.
- Решать проблемы, основываясь на фактах и на том, что происходит «на передовой».
- Рассматривать проблемы и решения как элементы целостной концепции, которая служит основой для срочных действий.
- Вдохновлять людей и требовать от них максимального результата.
- Постоянно напоминать сотрудникам о базовых ценностях компании и быть уверенными в том, что они их понимают, разделяют и реализуют на практике[2].

## Иная деятельность
- В 1955 году Марвин Бауэр возглавил Объединенный совет по экономическому образованию США (Joint Council on Economic Education) и проработал на этом посту три срока.
- Бауэр долгое время был советником Гарвардской школы бизнеса, президентом ассоциации её выпускников.
- Активно участвовал в работе Волонтерской консалтинговой группы (Volunteer Consulting Group), которая оказывает бесплатную помощь благотворительным организациям.

## Награды и почётные звания
- 1968 — награда за выдающиеся заслуги от Гарвардской школы бизнеса;
- 1989 — внесен в Галерею славы бизнеса журнала Fortune;
- «Гарвардская медаль» в честь 350-летия университета.

## Семья
В 1927 году Бауэр женился на Хелен Маклафлин (скончалась в 1985 году), с которой был знаком с детства. У Марвина и Хелен Бауэр было трое детей (сыновья Питер, Ричард и Джеймс), шесть внуков и девять правнуков. Второй раз женился на Клотильде де Вез Стюарт (умерла в 2001 году).